# Musikförläggarnas pris
Musikförläggarnas pris är ett svenskt musikpris som årligen delas ut till svenska låtskrivare, kompositörer och textförfattare. Priset instiftades år 2003 av branschorganisationen Musikförläggarna och syftar till att lyfta fram och uppmärksamma årets mest framstående svenska musikskapare.
Varje år delas även ett hederspris ut, där mottagaren utses av Musikförläggarnas styrelse. Hederspriset tillfaller en svensk musikskapare som gjort betydande insatser under lång tid i svenskt och/eller internationellt musikliv samt tjänat som extra ordinär inspirationskälla. 2016 gick detta till textförfattaren Kenneth Gärdestad.
Musikförläggarnas pris hålls årligen i november på Berns Salonger i Stockholm. 2016 års gala äger rum fredagen den 11 november.
Några som fått motta priset genom åren är Ola Salo, Joakim Berg, Martin "Max Martin" Sandberg, Per Gessle, Laleh Pourkarim, Anders Hillborg, Hanna Hartman, Salem Al Fakir, Andreas Kleerup, Robin ”Robyn” Carlsson, Britta Byström, Sven-David Sandström, Annika Norlin, Nadir ”RedOne” Khayat, Veronica Maggio, Daniel Adams-Ray, Tim ”Avicii” Bergling, Johanna och Klara Söderberg (First Aid Kit), Eva Dahlgren, Håkan Hellström och Johan "Shellback" Schuster.
Priset är en statyett formgiven av glaskonstnären Bertil Vallien.

## Kategorier
- Årets kompositör
- Årets textförfattare
- Årets låt
- Årets internationella framgång
- Årets genombrott
- Årets konstmusikpris - större ensemble/opera
- Årets konstmusikpris - kammarmusik/mindre ensemble
- Årets mest spelade låt

I fem av kategorierna ("Årets kompositör", "Årets textförfattare", "Årets låt", "Årets internationella framgång" och "Årets genombrott") väljs nominerade och vinnare av en jury som består av upphovspersoner, förlagsanställda och ett antal musikjournalister. I konstmusikkategorierna ("Årets konstmusikpris - stor ensemble/opera" och "Årets konstmusikpris - mindre ensemble/kammarmusik") utser en specialjury vinnarna. "Årets mest spelade låt" delas ut av Stim.

## Pristagare 2013
- Årets kompositör: Max Martin och Shellback
- Årets textförfattare: Håkan Hellström
- Årets låt: Don't You Worry Child (Swedish House Mafia)
- Årets internationella framgång: Max Martin och Shellback
- Årets genombrott: Jonnali "Noonie Bao" Parmenius
- Årets konstmusikpris - större ensemble/opera: Sven-David Sandström
- Årets konstmusikpris - mindre ensemble/kammarmusik: Hans Gefors
- Årets mest spelade låt: Don't You Worry Child (Swedish House Mafia)
- Musikförläggarnas hederspris: Tomas Ledin
- Musikförläggarnas stipendium: Panda Da Panda
- Jubileumspriset: Ingvar Lidholm

## Pristagare 2014[2]
- Årets kompositör: Johanna och Klara Söderberg (First Aid Kit)
- Årets textförfattare: Jason "Timbuktu" Diakité
- Årets låt: Wake Me Up (Avicii)
- Årets internationella framgång: Tim "Avicii" Bergling
- Årets genombrott: Seinabo Sey
- Årets konstmusikpris - större ensemble/opera: Daniel Börtz
- Årets konstmusikpris - mindre ensemble/kammarmusik: Anders Eliasson
- Årets mest spelade låt: Wake Me Up (Avicii)
- Musikförläggarnas hederspris: Monica Dominique
- Musikförläggarnas stipendium: Beatrice Eli

## Pristagare 2015[3]
- Årets kompositör: Max Martin och Shellback
- Årets textförfattare: Silvana Imam
- Årets låt: Shake It Off (Taylor Swift)
- Årets internationella framgång: Tove Lo, Jakob Jerlström och Ludvig Söderberg
- Årets genombrott: Tove Lo, Jakob Jerlström och Ludvig Söderberg
- Årets konstmusikpris - stor ensemble/opera: Mats Larsson Gothe
- Årets konstmusikpris - mindre ensemble/kammarmusik: Paula af Malmborg Ward
- Årets mest spelade låt: Love Me Like You Do (Ellie Goulding)
- Musikförläggarnas hederspris: Mauro Scocco
- Musikförläggarnas stipendium: Leslie Tay

## Pristagare 2016[4]
- Årets kompositör: Max Martin och Shellback
- Årets textförfattare: Erik Lundin
- Årets låt:  Lush Life (Zara Larsson)
- Årets internationella framgång: Max Martin och Shellback
- Årets genombrott: Zara Larsson
- Årets konstmusikpris - stor ensemble/opera: Albert Schnelzer
- Årets konstmusikpris - mindre ensemble/kammarmusik: Sofia Jernberg
- Årets mest spelade låt: Lush Life (Zara Larsson)
- Musikförläggarnas hederspris: Kenneth Gärdestad
- Musikförläggarnas stipendium: Carl-Mikael Berlander

## Pristagare 2017[5]
- Årets kompositör: Jonnali ”Noonie Bao” Parmenius
- Årets textförfattare: Frida Hyvönen
- Årets låt: Sexual (Neiked feat. DYO)
- Årets internationella framgång: Jonnali ”Noonie Bao” Parmenius
- Årets genombrott: Sara ”SHY Martin” Hjellström och Nirob ”SHY Nodi” Islam
- Årets konstmusikpris - stor ensemble/opera: Anders Hilllborg
- Årets konstmusikpris - mindre ensemble/kammarmusik: Benjamin Staern
- Årets mest spelade låt: The Ocean (Mike Perry)
- Musikförläggarnas hederspris: Karin Rehnqvist
- Musikförläggarnas stipendium: Fanny Hultman och Madelene Eliasson

## Pristagare 2018[6]
- Årets kompositör: Ludwig Göransson
- Årets textförfattare: Annika ”Säkert” Norlin
- Årets låt: Helt Seriöst (Kaliffa)
- Årets internationella framgång: Jonnali ”Noonie Bao” Parmenius
- Årets genombrott: Erik ”Fricky” Friman
- Årets konstmusikpris - stor ensemble/opera: Andrea Tarrodi
- Årets konstmusikpris - mindre ensemble/kammarmusik: Britta Byström
- Årets mest spelade låt: More Than You Know (Axwell /\ Ingrosso)
- Musikförläggarnas hederspris: Gullan Bornemark
- Musikförläggarnas stipendium: Lova Sönnerbo

## Pristagare 2019[7]
- Årets kompositör: Ilya Salmanzadeh
- Årets textförfattare: Jenny Wilson
- Årets låt: I Don’t Care (Ed Sheeran, Justin Bieber)
- Årets internationella framgång: Robin “Robyn” Carlsson
- Årets genombrott: Nils ”Einár” Grönberg
- Årets konstmusikpris - stor ensemble/opera: Albert Schnelzer
- Årets konstmusikpris - mindre ensemble/kammarmusik: Staffan Storm
- Årets mest spelade låt: Without You – Avicii feat. Sandro Cavazza
- Musikförläggarnas hederspris: Ingela “Pling” Forsman
- Musikförläggarnas stipendium: Imen ”Imenella” Mohamed

## Pristagare 2020
- Årets kompositör: Straynané
- Årets textförfattare: Ana Diaz
- Årets låt: Pippi (Dree Low)
- Årets internationella framgång: Max Martin och Oscar Holter
- Årets genombrott: Myra Granberg
- Årets konstmusikpris – stor ensemble/opera: Anders Nilsson
- Årets konstmusikpris – mindre ensemble/kammarmusik: Djuro Zivkovic

## Pristagare 2021
- Årets kompositör: Ane Brun
- Årets textförfattare: Ane Brun
- Årets låt: Save Your Tears (The Weeknd)
- Årets internationella framgång: Cazzi Opeia
- Årets genombrott: Daniela Rathana
- Årets mest spelade låt: Svag – Victor Leksell
- Musikförläggarnas hederspris: Robyn
- Musikförläggarnas stipendium: Sam Ezeh

## Pristagare 2022[8]
- Årets kompositör: Johannes "Klahr" Klahr och Richard "LIOHN" Zastenker
- Årets textförfattare: Daniela "Daniela Rathana" Sörensen, Oskar Linnros och Jacqueline "Mapei" Cummings
- Årets låt: "Hold Me Closer" (Cornelia Jakobs)
- Årets internationella framgång: Björn Ulvaeus och Benny Andersson
- Årets genombrott: Geivar "A36" Shlaimon
- Årets mest spelade låt: “tystnar i luren” (Miriam Bryant och Victor Leksell)
- Årets konstmusikpris – liten ensemble/kammarmusik: Britta Byström – "Ink-Wash On Paper"
- Årets konstmusikpris – stor ensemble/opera: Mats Larsson Gothe – "Löftet"
- Årets stipendiat: Kendra "waterbaby" Egerbladh

## Pristagare 2023[9]
- Årets kompositör: Nathalie ”Cleo” Missaoui och Alexander ”Academics” Juneblad
- Årets textförfattare: Fatima ”Jelassi” Jelassi och Nils ”Nisj” Svennem Lundberg
- Årets låt: "Stockholmsvy" (Hannes och waterbaby) – Hannes Jonsson, Kendra “waterbaby” Egerbladh, Marcus White
- Årets internationella framgång: Ilya Salmanzadeh
- Årets genombrott: Hooja och Mårdhund
- Årets mest spelade låt: "Babblarnas vaggvisa" – Johan Rask, Hans Sjölander, Anneli Tisell
- Årets konstmusikpris – liten ensemble/kammarmusik: Matthew Peterson – "An Inner Sky"
- Årets konstmusikpris – stor ensemble/opera: Albert Schnelzer – ”SALT”
- Årets stipendiat: Hanna ”Yaeger” Jäger
- Årets hederspristagare: Lasse Holm

## Pristagare 2024[10]
- Årets kompositör: Ludwig Göransson
- Årets textförfattare: Annika Norlin och Jonas Teglund
- Årets låt: "One Of Your Girls" (Troye Sivan) – Oscar Görres, Brett McLaughlin, Troye Sivan
- Årets internationella framgång: Martin "Max Martin" Sandberg och Ilya Salmanzadeh
- Årets genombrott:  Hanna "Yaeger" Jäger
- Årets mest spelade låt: "Tattoo" – Moa "Cazzi Opeia" Carlebecker, Jimmy "Joker" Thörnfeldt, Thomas G-son, Jimmy Jansson, Peter Boström och Lorine "Loreen" Talhaoui
- Årets konstmusikpris – liten ensemble/kammarmusik: B.Tommy Andersson – Passio secundum Matthaeum
- Årets konstmusikpris – stor ensemble/opera: Daniel Börtz – Sinfonia 15
- Årets stipendiat: Raghd Shokai
- Årets hederspristagare:  Daniel Börtz